# Mayo-Oulo
Mayo-Oulo est une commune du Cameroun située dans la région du Nord et le département du Mayo-Louti.

## Histoire
Maa-wourrol signifie en langue peule (« Rivière des flèches ») départ son histoire à la suite de la bataille sur la traversée de la ville même , avant l'occupation de sa ville par le chef Babalé Oumarou, administrateur civil et guide interprète qui sera intronisé par l'appui des colons français avec la collaboration des chefs de tribus autochtones Fali de la montagne de Sora dans les années 1950 avant l'indépendance du Cameroun.

## Population
Lors du recensement de 2005, la commune comptait 99 826 habitants, dont 8 401 pour Mayo-Oulo Ville.
Les populations les plus représentées sont les Fali, les Daba, les Peuls, les Goudé et les Deing.

## Structure administrative de la commune
Outre Mayo-Oulo proprement dit, la commune comprend les villages suivants  :
- Baffa
- Bala
- Balere Bapta
- Bangay
- Bangay Daba
- Batoum
- Bereng
- Bili
- Boram
- Bori Wafo
- Bori Wala
- Bossoum
- Botoum
- Boudjouma
- Boutouza
- Boyoum
- Broh
- Damadougoup
- Dampta
- Dazal
- Debbo
- Derpok
- Dirtcha
- Diwa
- Djagalam
- Djamtari
- Djeck Djeck
- Djegueli
- Donka
- Doubbi
- Doui
- Doumo
- Dourbey
- Douzougou
- Fokoum
- Foulinirki
- Ghane
- Gnam
- Gobrignam
- Godok
- Gola
- Goloza
- Goudjou Goudjou
- Goudou
- Gouloum
- Gueleng
- Guendou
- Gueridje
- Guindiguina
- Guirviza
- Houla Madi
- Houloum
- Kapkana
- Kelali
- Keou
- Kermboh
- Kirving
- Ko Mbom
- Kouboutou
- Koumkeoudji
- Koumnoro
- Lakasalamda
- Lominguel
- Maboni
- Madara
- Maganak
- Mandama
- Massabaï
- Matalao
- Mayo Damdja
- Mbaram
- Mboh
- Mbouiri
- Mogobgob
- Mouada
- Mouga
- Mouna
- Mouroum
- Mourpay
- Nari
- Nassarao
- Ndili
- Ndouzeng
- Nive
- Ouroum
- Ourvi
- Palafamoun
- Palpal
- Passiri
- Pina
- Poka
- Pologozom
- Pri
- Ra'an
- Reoussi
- Sebore
- Semnord
- Shady
- Shinta
- Sodjedji
- Solomo
- Sona
- Talak
- Talatchouma
- Tchenkeleng
- Tima Le Bas
- Tima Le Haut
- Tsora
- Vogam
- Warguiza
- Wawatchi

## Personnalités nées à Mayo-Oulo
- Idy Oulo, musicien

- Ancienne ville de résidence du 1er président du Cameroun Ahmadou Ahidjo qui y fut attaché et très ami avec l'ancien chef traditionnel le Lamido Babalé Oumarou père[réf. nécessaire].